# Вуктил (річка)
Вукти́л або Вукти́ла, нижня течія — Гудирво́ж (рос. Вуктыл, Вуктыла) — річка в Республіці Комі, Росія, права притока річки Печора. Протікає територією Вуктильського міського округу.
Річка протікає на північний захід, північ, північний схід, схід, північний схід, схід, північний схід, схід, північний схід, північ, північний захід та північ. Нижня течія іноді називається Гудирвож та вважається лівою твірної Вуктила (правою твірною при цьому виступає Югидвож (Югид-Вуктил)).
Притоки:
- праві — без назви (довжина 12 км[1]), Верхній Вуктил, Середній Вуктил, Нижній Вуктил, Бадья (Бад-Я), без назви (довжина 12 км[2]), Мутний (Мутна), Юська-Йоль, Коснемйоль (Коснем-Йоль), Таркай-Йоль, Суськайоль (Суська-Йоль, Сускаєль), Шер-Йоль (Шер'єль), Вилапуа-Йоль, Югид-Вуктил (Югидвож)
- ліві — Вуктилвож, Єрман-Йоль, Вітайоль (Вітаєль), Лептаєль, Лота-Йоль, Сидор-Йоль